# Сигфрит (король Дублина)
Сигфрит Мак Имар (Сигфрит Иваррссон; убит в 888) — король Дублина (881—888). Один из сыновей дублинского короля Имара (Ивара). Представитель династии Уи Имар (дом Ивара).

## Биография

### Правление
В 881 году после смерти своего брата, короля Дублина Барида, Сигфрит унаследовал королевский престол Дублинского королевства в Ирландии.
Во время правления Сигфрита между ирландскими викингами вспыхнул конфликт, «справедливые иностранцы» в союзе с Южными Уи Нейлами выступили против «темных иностранцев». Смысл этих терминов спорен, «справедливыми иностранцами», обычно ирландцы называли викингов, которые давно проживали на территории Ирландии, в отличие от сравнительно недавно прибывших «темных иностранцев». Дублинские короли Амлайб, Асл и Ивар и их потомки, в том числе Сигфрит, как правило, считались лидерами «темных иностранцев». Лидером «справедливых иностранцев», вероятно, был Оттар Чёрный, который был женат на Муйргел, дочери верховного короля Ирландии Маэлсехнайлла мак Маэла Руанайда, воевавшего против Имара и его брата Амлайба (Олава). «Справедливые иностранцы» имели небольшой успех, убив в 883 году неназванного сына Асла.
В 888 году дублинский король Сигфрит был убит своим родственником. Ему наследовал его брат Ситрик Мак Имар (888—896).

### Семья
Сигфрит был сыном дублинского короля Ивара (Имара), родоначальника династии Уи Имар (дом Ивара). У него были два брата: Барид и Ситрик. По мнению некоторых исследователей Имар (Ивар) идентичен Ивару Бескостному, викингскому лидеру и командующему «Великой языческой армии», которая вторглась в Англосаксонские королевства в 865 году. Ивар Бескостный был одним из сыновей легендарного датского морского конунга Рагнара Лодброка. Братьями Ивара были Бьёрн Железнобокий, Хальфдан, Сигурд Змееглазый и Убба. У Имара было, по крайней мере, пять внуков, Рагналл, Ивар, Ситрик Каох, Амлайб и Гофрайд, но их родители окончательно не идентифицированы.